# Ceaplîșci, Putîvl
Ceaplîșci (în ucraineană Чаплищі) este un sat în comuna Cervone Ozero din raionul Putîvl, regiunea Sumî, Ucraina.

## Demografie
Componența lingvistică a localității Ceaplîșci
     Rusă (65,71%)
     Ucraineană (34,29%)
Conform recensământului din 2001, majoritatea populației localității Ceaplîșci era vorbitoare de rusă (65,71%), existând în minoritate și vorbitori de ucraineană (34,29%).